# Минчимкина
Минчимкина — река в России, протекает по Ханты-Мансийскому АО. Устье реки находится в 6 км от устья протоки Ионина, впадающей в 5 км от устья в протоку Большую Санторова, впадающей в Обь справа в 1415 км от устья. Длина реки составляет 114 км, площадь водосборного бассейна 1270 км². Высота устья — 27,8 м над уровнем моря. Высота истока — 76,1 м над уровнем моря.

## Данные водного реестра
По данным государственного водного реестра России относится к Верхнеобскому бассейновому округу, водохозяйственный участок реки — Обь от города Нефтеюганск до впадения реки Иртыш, речной подбассейн реки — Обь ниже Ваха до впадения Иртыша. Речной бассейн реки — (Верхняя) Обь до впадения Иртыша.